# Radio J
Radio J est une station de radio de catégorie D communautaire juive créée en 1981, émettant à Paris en modulation de fréquence (FM) de minuit à 3 h, de 4 h 30 à 8 h, de 8 h 30 à 11 h, de 14 h à 16 h 30 et de 21 h à 23 h.
Elle partage sa fréquence avec deux autres radios de la même communauté : Radio Shalom et RCJ. C'est la plus traditionnelle des trois, et l'on peut encore y entendre parler yiddish, judéo-arabe et judéo-espagnol (ladino), ainsi que de la musique klezmer, de vieilles ballades et des chansons folkloriques traditionnelles[réf. souhaitée].
Elle diffuse également des informations communautaires et israéliennes, et des chroniques religieuses et culturelles. Le président-fondateur est Serge Hajdenberg, frère aîné de l'ex-président du Conseil représentatif des institutions juives de France (CRIF) (1995-2001), l'avocat Henri Hajdenberg.
Radio J diffuse des journaux d'informations et notamment des informations quotidiennes en direct d'Israël. Le principal rendez-vous en direct d'Israël est l'émission En direct de Jérusalem, diffusée chaque matin à 7.30. Par ailleurs, Radio J diffuse en direct d'Israël, à chaque événement marquant, élections, incidents sécuritaires, accords de paix, etc. Katy Bisraor est depuis 1983 journaliste à Radio J et la correspondante permanente en Israël, responsable du Direct de Jérusalem ainsi que des directs d'informations spéciaux.
Fin 2018, la station est reprise par un pool d'actionnaires mené par Marc Eisenberg, et Dov Zerah en devient le président. En juin 2020, Dominique Romano devient le nouveau président de Radio J et Emmanuel Rials est nommé directeur général de la station.
En décembre 2020, Judaïques FM est réunie avec Radio J sous la marque Radio J. Les deux stations partageaient déjà la fréquence 94,8 à Paris. Les deux entités conserveront toutefois leurs programmes et émissions respectifs.